# 11 Eskadra Liniowa

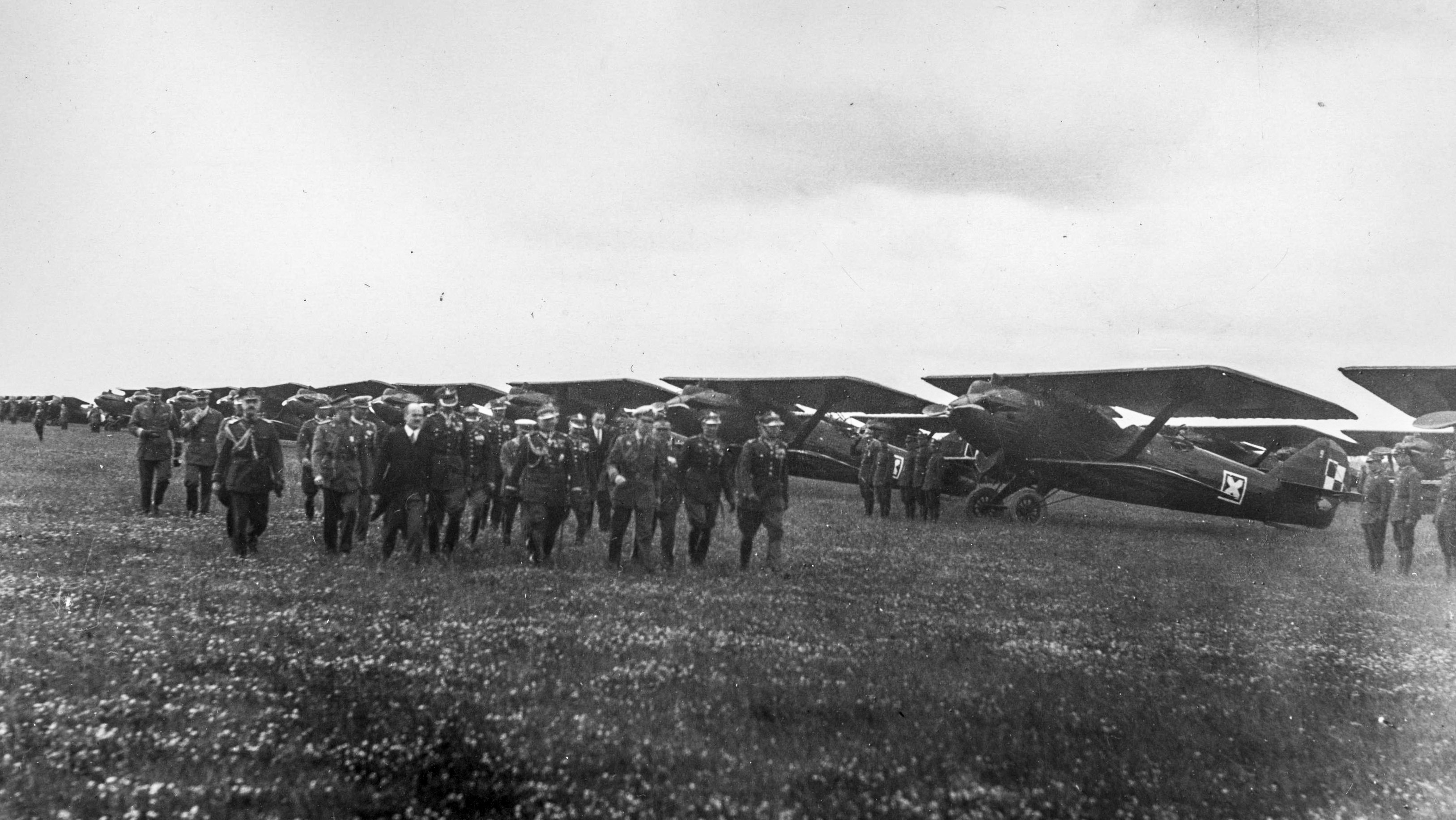
Wizyta księcia Mikołaja. Na pierwszym planie samoloty 11 eskadry

11 eskadra liniowa – pododdział lotnictwa Wojska Polskiego w II Rzeczypospolitej.

## Formowanie i zmiany organizacyjne
Podczas reorganizacji lotnictwa wojskowego w 1925 roku 16 eskadrę wywiadowczą przemianowano na 11 eskadrę lotniczą. Eskadra pozostała w strukturach 1 pułku lotniczego i stacjonowała na lotnisku Okęcie.
Wiosną 1926  rozpoczęto przezbrajanie eskadry z samolotów Breguet XIV na Breguet XIX.
W 1929 przemianowano jednostkę na 11 eskadrę liniową, zwiększając równocześnie etat do 10 samolotów.
Rozkazem nr 185/35 z 17 sierpnia 1935  wprowadzono w 1 pułku lotniczym numery taktyczne samolotów. 11 eskadrze przydzielono numerację od 02 do 11. Nr 01 miał samolot dowódcy I dywizjonu liniowego.
Pod koniec września 1935 rozpoczęto wymianę samolotów Breguet na PZL-23 „Karaś”.
Rozkazem dziennym nr 101/37 z 5 maja 1937, dowódca  1 pułku lotniczego zatwierdził nowe godło 11 eskadry liniowej. Była to modyfikacja godła 16 eskadry wywiadowczej – równoboczny jasnoniebieski trójkąt ze srebrną obwódką. Tym samym rozkazem unieważniono dotychczasowe godło 11 eskadry - biały ukośny krzyż z trójkątnym zakończeniem ramion na czerwonym tle.
W wyniku reorganizacji lotnictwa w marcu 1939, 11 eskadra liniowa została rozwiązana. Personel latający i naziemny przeniesiony został do formującego się 215 dywizjonu bombowego.
| Nazwy jednostki i daty sformowania, przeformowań i rozformowania | Nazwy jednostki i daty sformowania, przeformowań i rozformowania | Nazwy jednostki i daty sformowania, przeformowań i rozformowania | Nazwy jednostki i daty sformowania, przeformowań i rozformowania | Nazwy jednostki i daty sformowania, przeformowań i rozformowania | Nazwy jednostki i daty sformowania, przeformowań i rozformowania | Nazwy jednostki i daty sformowania, przeformowań i rozformowania | Nazwy jednostki i daty sformowania, przeformowań i rozformowania | Nazwy jednostki i daty sformowania, przeformowań i rozformowania |
| ---------------------------------------------------------------- | ---------------------------------------------------------------- | ---------------------------------------------------------------- | ---------------------------------------------------------------- | ---------------------------------------------------------------- | ---------------------------------------------------------------- | ---------------------------------------------------------------- | ---------------------------------------------------------------- | ---------------------------------------------------------------- |
| 1919                                                             | 39 eskadra Breguetów                                             | III 1920                                                         | 16 eskadra wywiadowcza                                           | 1925                                                             | 11 eskadra lotnicza                                              |                                                                  | 11 eskadra liniowa                                               | III 1939                                                         |

## Żołnierze eskadry
| Stopień   | Imię i nazwisko            | Okres pełnienia służby      |
| --------- | -------------------------- | --------------------------- |
| kpt. pil. | Ludwik Idzikowski          | VIII 1925 – 1 XI 1926       |
| kpt. pil. | Stanisław Szczekowski-Wilk | 1 XI 1926 – 25 X 1927       |
| por. pil. | Juliusz Dziewulski         | 25 X 1927 – 1 I 1928        |
| kpt. pil. | Julian Dąbrowski           | 1 I 1928 – 25 V 1928        |
| por. pil. | Juliusz Dziewulski         | 25 V 1928                   |
| kpt. pil. | Stanisław Szczekowski-Wilk | 1928                        |
| por. pil. | Bolesław Nieznański        | cz.p.o. 29 VIII – 3 IX 1929 |
| kpt. obs. | Modest Rastawiecki         | 20 IX 1929 – 23 XII 1929    |
| por. obs. | Stanisław Borowy           | w.z.                        |
| kpt. pil. | Włodzimierz Gubariew       | 14 V 1930 – 9 XII 1931      |
| kpt. pil. | Witold Rutkowski           | 9 XII 1931 – 23 III 1933    |
| kpt. pil. | Marian Zabłocki            | 23 III 1933 – 30 IX 1933    |
| kpt. pil. | Jan Kazimierz Lasocki      | 1 X 1933 – 22 XI 1934       |
| kpt. pil. | Kazimierz Kielich          | 22 XI 1934 – 12 XI 1935     |
| kpt. pil. | Ludwik Szul                | 12 XI 1935 – I 1937         |
| kpt. pil. | Franciszek Dudzik          | I 1937 – XII 1938           |
| kpt. pil. | Józef Rawicz-Szabuniewicz  | XII 1938 – III 1939         |

## Wypadki lotnicze
- 25 maja1928 podczas przelotu urwało się skrzydło w samolocie Potez XV, którym lecieli kpt. pil. Julian Dąbrowski i szer. mech. Karol Mieszkowski. Obaj zginęli[3].
- 23 października 1930 zginął por. pil. Jerzy  Karnicki, który po kursie pilotażu odbywał lot ćwiczebny samolotem Breguet XIX[8].
- 30 XI 1933 podczas lotu samolotem Breguet XIX zginął st. szer. pil. Miron Widzicki, ponieważ siedząc w kabinie obserwatora otworzył się jego spadochron i zablokowane zostały stery. Pilot st. szer. Bernard Górecki wyskoczył na spadochronie[9].
- 10 IX 1936 lecąc samolotem Breguet XIX podczas wykonywania lotu służbowego zginęli kpr. pil. Julian Wolski i ppor. obs. Michał Dudzik.  Powodem wypadku było zaczepienie samolotu o linę balonu obserwacyjnego[11].

## Samoloty eskadry

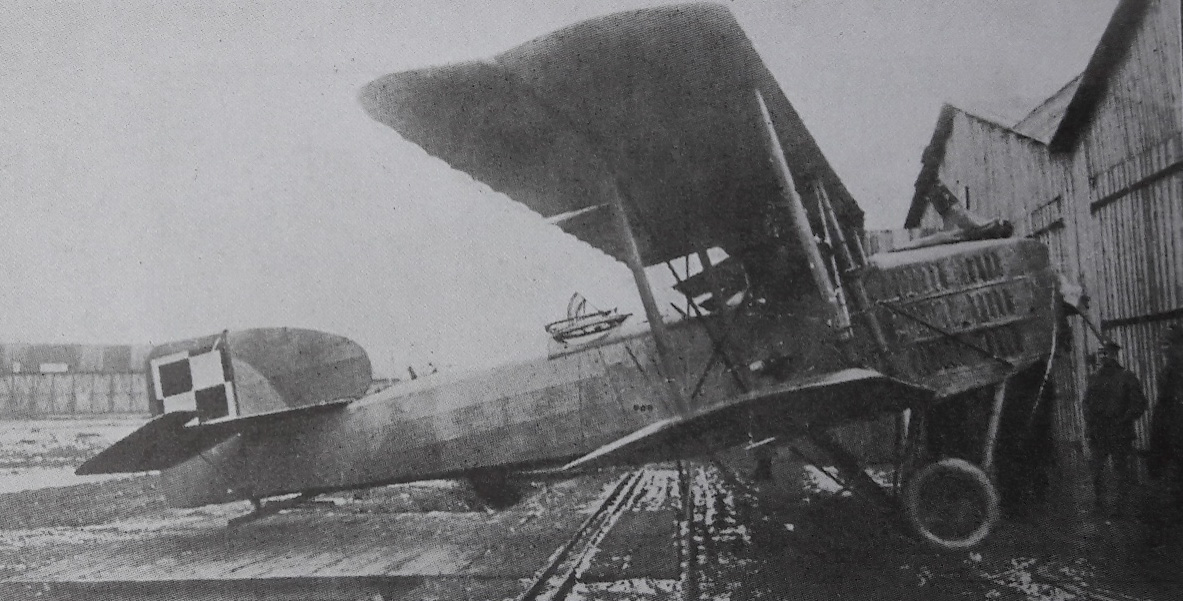
Breguet 14B2
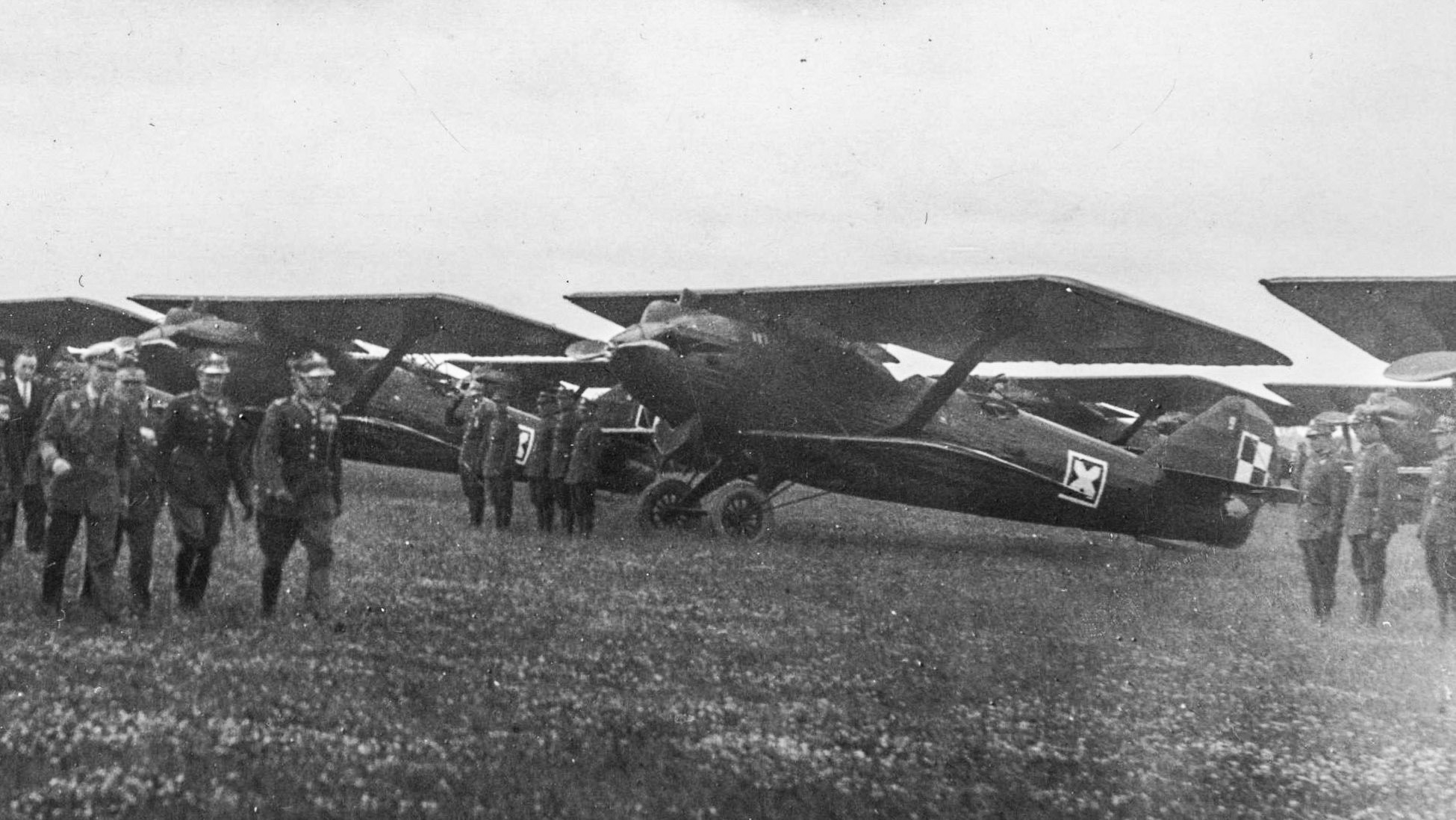
Breguet 19 (1926–1935)
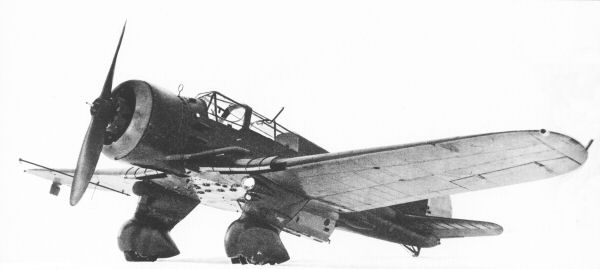
PZL.23 Karaś (1935–1939)